# Stern-Wywiol Gruppe
Die Stern-Wywiol Gruppe ist eine global operierende, inhabergeführte Unternehmensgruppe mit 12 deutschen Betrieben und 19 Auslandsfilialen. Das Unternehmen hat sich auf Zusatzstoffe für Lebensmittel und Tierernährung sowie Nahrungsergänzungsmitteln spezialisiert. Hauptsitz ist an der Außenalster in Hamburg. Das Forschungszentrum befindet sich in Ahrensburg bei Hamburg.

## Unternehmen
Volkmar Wywiol gründete das Unternehmen 1980 mit dem Erwerb der kleinen Handelsfirma Sternchemie. Mit der Spezialisierung auf den Emulgator Lecithin begann das Unternehmen als Anbieter von Funktionssystemen in der Lebensmittelindustrie. Zwei Jahre später gelang der Einstieg in die Futtermittelbranche durch den Erwerb der Firma Berg+Schmidt. Die Gruppe wuchs an verschiedenen Standorten mit autarken Unternehmen für Mehlverbesserungsmittel, Backzutaten, Enzyme, Stabilisatoren für Milch, Feinkost und Fleischerzeugnissen, pflanzliche Stabilisatorsysteme, Fleischadditive, Vitamine, Lecithine, Aromen, Nahrungsergänzungsmittel, Riegel, Schokoladenstücke, Fettpulver und oleochemischen Spezialitäten.

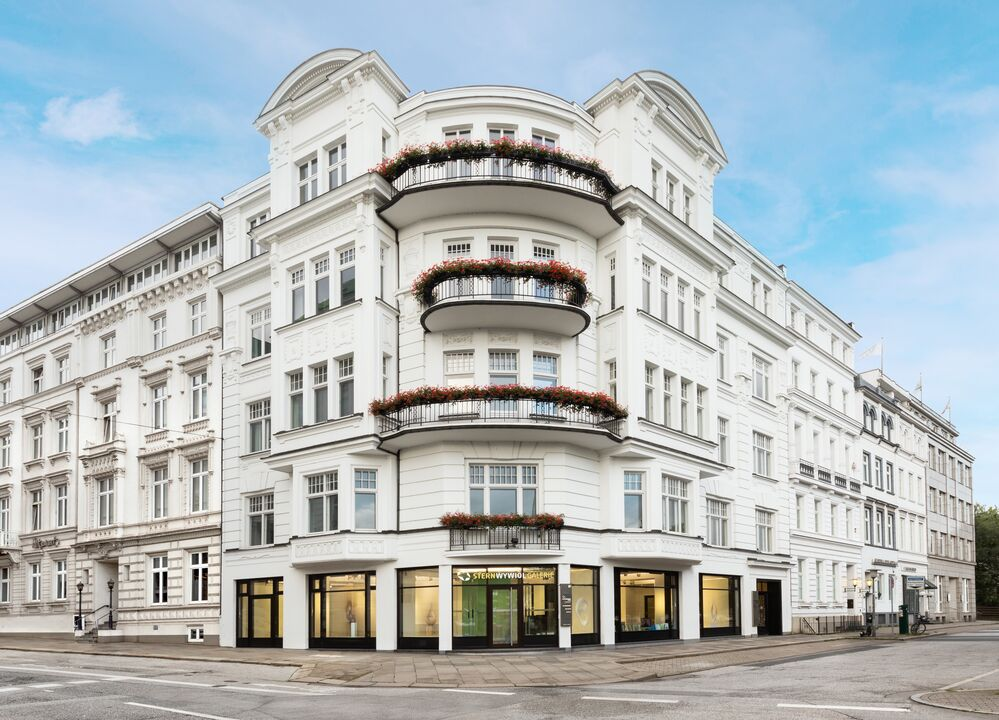
Firmenzentrale Hamburg

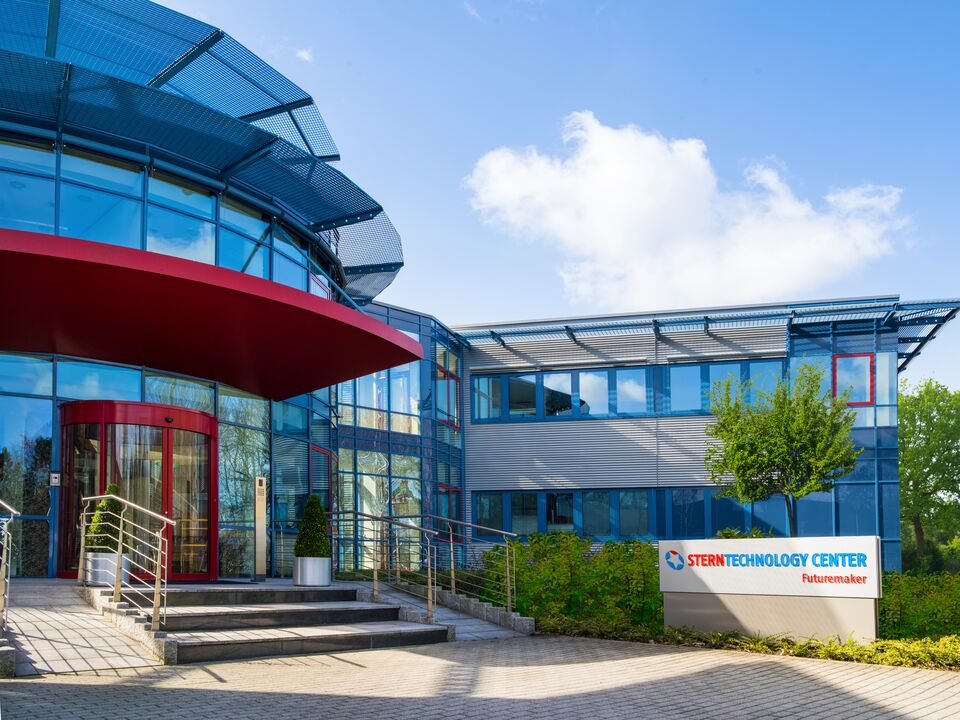
Stern-Technology Center Ahrensburg

Das Stern-Technology Center in Ahrensburg/Hamburg wurde 2003 fertiggestellt und auf 4.100 m² Laborfläche kontinuierlich erweitert. Dort sind über 100 Mitarbeiter beschäftigt. Es ist das Forschungs- und Entwicklungszentrum der Gruppe mit umfangreichen Versuchsanlagen und anwendungstechnischem Service für Mehl und Backwaren, Pasta, Milch- und Feinkosterzeugnisse, Fleischwaren, Enzym- und Lecithinanwendungen, Kosmetik- und Futteradditiven.

## Produktionsstandorte

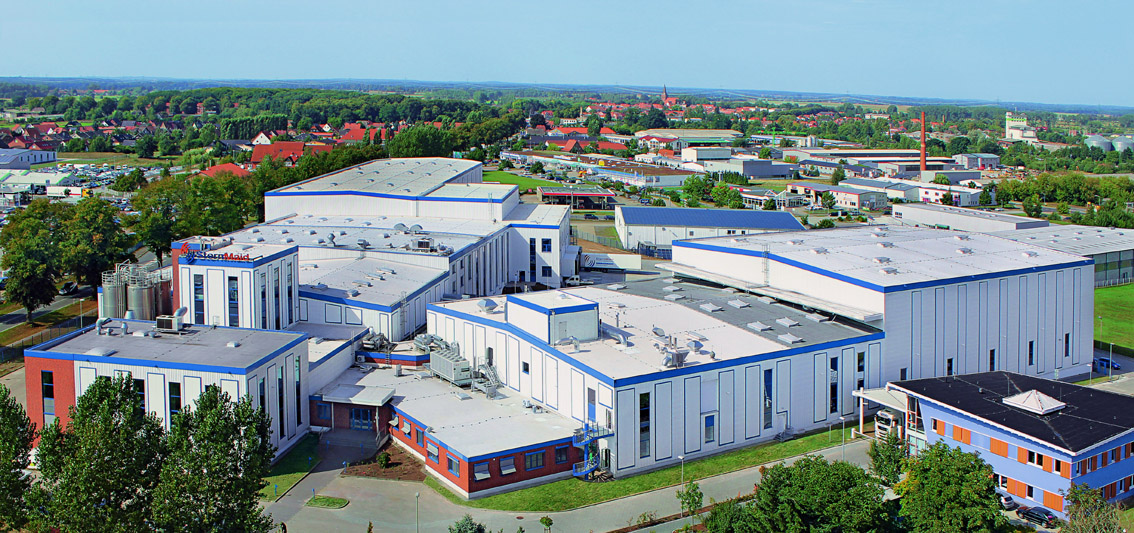
SternMaid Wittenburg

In Wittenburg (Mecklenburg-Vorpommern) werden pulvrige und flüssige Lebensmittel-Zusatzstoffe und Nahrungsergänzungsmittel hergestellt. Die Wittenburger Produktion firmiert unter SternMaid. Die Misch-, Compoundierungs- und Wirbelschichttechnik ist seit 1999 im Betrieb und verfügt über eine Jahreskapazität von 50.000 Tonnen mit Abpacksystemen für Kleinverpackung. Schokoladenstücke und Energieriegel werden in Norderstedt (Schleswig-Holstein) bei der Herza Schokolade hergestellt. In Mexiko, USA, China, Indien, Malaysia und Türkei werden in den eigenen Filialen länderspezifische pulverförmige Ingredient-Systeme produziert. Die Produktionen im Futterfett-Bereich finden in Malaysia und Indien statt. Die Herstellung von Rein-Lecithin erfolgt in Indien und Singapur, die Herstellung von Sonnenblumen-Lecithin in Europa.
Auslandsniederlassungen bestehen in Suzhou/China, Mumbai/Indien, Pune/Indien, Mexiko-Stadt/Mexiko, Singapur, Izmir/Türkei, Nairobi/Kenia, Kiew/Ukraine, Warschau/Polen, Sankt Petersburg/Russland, Aurora, IL/USA, Libertyville, IL/USA, Selangor/Malaysia, Pasir/Gudang/Malaysia und Samut Sakhorn/Thailand.

## Stern-Wywiol Gruppe
Holding ist die Stern-Wywiol Gruppe (Hamburg). Sie und die deutschen Tochterunternehmen sind größtenteils als GmbH & Co. KG im Handelsregister eingetragen.
Deutsche Unternehmen
- Mühlenchemie (Ahrensburg) – Mehlverbesserungsmittel
- SternEnzym (Ahrensburg) – Enzyme für Backwaren, Pasta, Fleisch, Milch und Zucker
- Hydrosol (Ahrensburg) – Stabilisatoren und Texturierungsmittel für Lebensmittel
- Planteneers (Ahrensburg) – Funktionssysteme für pflanzenbasierte Lebensmittel
- SternLife  (Norderstedt) – Nahrungsergänzungsmittel und funktionelle Riegel
- DeutscheBack (Ahrensburg) – Backzutaten, Backhilfsmittel, Funktionssysteme
- SternVitamin (Ahrensburg) –  Mikronährstoff-Premixe, Vitamine
- Berg+Schmidt (Hamburg) – Futtermittelzusatzstoffe, Fettpulver und oleochemische Spezialitäten
- Sternchemie (Hamburg) – Lecithine, MCT-Öle und Lipidspezialitäten
- HERZA Schokolade (Norderstedt) – Schokoladenstücke für Cerealien, Speiseeis, Backwaren und Proteinriegel
- SternMaid Produktionsgesellschaft (Wittenburg) – Mischtechnik, Coaten, Granulieren und Abpacken
- OlbrichtArom (Leisnig) – Aromen für Lebensmittel

Das Unternehmen unterhält das MehlWelten Museum in Wittenburg und zeigt im Erdgeschossfoyer ihres Hamburger Hauptsitzes wechselnde Ausstellungen zeitgenössischer Kunst mit dem Schwerpunkt auf Skulpturen.